# Petit-Petit
『Petit-Petit』（プチプチ）は、アイドリング!!!の2枚目のオリジナルアルバム。2009年8月19日にポニーキャニオンから発売された。

## リリース
1、2、3期生メンバーによる作品。プレミアムエディション（PCCA-02982）・スタンダードエディション（PCCA-02983）・ロープライスエディション（PCCA-02984）の3形態で発売され、プレミアムエディションはCD＋DVD A-type＋Photo Book、スタンダードエディションはCD＋DVD B-type、ロープライスエディションはCD+トレーディングカード2枚封入という内容になっている。
プレミアムエディション、スタンダードエディション、ロープライスエディションの3形態で発売され、プレミアムエディションはCD＋DVD A-type＋Photo Book、スタンダードエディションはCD＋DVD B-type、ロープライスエディションはCD+封入特典トレーディングカード2枚封入という内容になっている。
1曲目の「Petit-Petit」、5曲目の「Forever Remember」、7曲目の「ロイヤルミルクガール」、17曲目の「さよなら・またね・だいすき 」はシングル未収録曲で、「ロイヤルミルクガール」は番組MCである升野英知が作詞、歌唱にも参加している。
15曲目の「Like a Shooting Star puru-lele ver.」は、2ndシングル「Snow celebration／モテ期のうた」4曲目収録の「Like a Shooting Star」のアレンジバージョン。

## 収録曲
1. Petit-Petit [1:39]
  - 作曲：Noiz Republic
2. 無条件☆幸福 [4:36]
  - 作詞：六ツ見純代 / 作曲・編曲：宮崎誠
3. 「職業:アイドル。」アレ?MIX [4:33]
  - 作詞：Tonji、7chi子♪ / 作曲・編曲：Funta7
4. レモンドロップ [4:18]
  - 作詞：溝口貴紀 / 作曲：佐薹一雪（佐藤一雪） / 編曲：K-LaB（佐藤一雪）
5. Forever Remember [4:35]
  - 参加メンバー：遠藤舞、外岡えりか、横山ルリカ、森田涼花、朝日奈央、三宅ひとみ、大川藍
  - 作詞：shino / 作曲：Cell no.9 / 編曲：hiroki
6. ベタな失恋〜渋谷に降る雪〜 [4:53]
  - 歌：キュンキュンアイドリング!!!（外岡えりか、谷澤恵里香、河村唯、朝日奈央）
  - 作詞：Tonji / 作曲・編曲：溝下創
7. ロイヤルミルクガール [3:42]
  - 参加メンバー：谷澤、フォンチー、河村唯、長野せりな、酒井瞳、菊地亜美、橘ゆりか、橋本楓
  - 作詞：升野英知 / 作曲・編曲：大西克巳
  - 番組MCである升野英知（バカリズム）が作詞し、歌唱にも参加している。
8. NA・GA・RA [3:50]
  - 歌：ギザギザアイドリング!!!（小泉瑠美、フォンチー、三宅ひとみ、ミシェル未来）
  - 作詞：奈良京作 / 作曲・編曲：藤末樹
9. 遥かなるバージンロード [3:41]
  - 歌：バンバンアイドリング!!!（加藤沙耶香、江渡万里彩、滝口ミラ、長野せりな、菊地亜美）
  - 作詞：五木元洋 / 作詞・作曲：古城康行 /編曲：emagic
10. 果汁30%オレンジジュースつぶつぶ入り [2:25]
  - 作詞：井筒大輔 / 作曲・編曲：内田"ucchy"悟
11. 告白 [4:03]
  - 作詞：木村カエラ / 作曲：紗希 / 編曲：Ikoman
12. 犯人はあなたです♡ [3:53]
  - 歌：フリフリアイドリング!!!（遠藤舞、横山ルリカ、森田涼花、酒井瞳）
  - 作詞：酒井健作 / 作曲・編曲：内田"ucchy"悟
13. baby blue [4:21]
  - 作詞：雨夏（赤羽奈津代）/ 作曲：鳥海剛史 / 編曲：内田"ucchy"悟
14. 草食系カーニバル 肉食系ver. [3:11]
  - 作詞：鳥海雄介 / 作曲 YOO / 編曲：渡辺徹、日比野裕史
15. Like a Shooting Star puru-lele ver. [4:20]
  - 参加メンバー：遠藤舞
  - 作詞・作曲：堂島孝平 /編曲：平沢敦士
16. トキメキDREAMィング!!! DREAMィング!!!MIX [4:34]
  - 作詞：溝口貴紀 / 作曲：hare-brained unity / 編曲：K-LaB
17. さよなら・またね・だいすき [4:59]
  - 作詞：雨夏 / 作曲・編曲：内田"ucchy"悟